# Al-Dáhija
Al-Dáhija ( الضاحية الجنوبية) Bejrút elővárosa. Bejrúttól délre fekszik, több településből és városrészből áll. Lakóinak többsége síita muszlim. Itt található egy nagy méretű, körülbelül húszezer palesztin menekültnek otthont adó menekülttábor is.
Az 1970-es, 1980-as évek polgárháborús eseményei, Izrael ismétlődő támadásai (1978-as Dél-libanoni konfliktus, Dél-Libanon 1982-es megszállása) nyomán több hullámban nagy számú belső menekült síita érkezett Dáhijába. A település Izrael 1982-es inváziója és Bejrút ostroma során a számtalan bombatámadás és erőteljes tüzérségi tűz nyomán nagyobb részt elpusztult. A pusztítást tovább fokozta az Egyesült Államok haditengerészetének ágyútüze 1983-1984-ben.
Muzulmán ellenállási szervezetek egyesülésével 1985-ben, Libanon Izrael általi megszállása nyomán az Izrael elleni fegyveres harcra, Libanon felszabadítására született a Hezbollah, amely sikerrel szállt szembe az izraeli hadsereggel és az Izrael által támogatott Dél-libanoni Hadsereggel (angolul South Lebanese Army (SLA), arabul: جيش لبنان الجنوبي), Izraelt a Libanonból való 2000-es kivonulásra kényszerítve.
A 2006-os libanoni háború során az izraeli légierő terrorbombázásai ismét romba döntötték al-Dáhiját.
A 2023-as Izrael–Hamász-háborúba a palesztinok oldalán támogatóként beavatkozott a Hezbollah. 2024. október elsején az izraeli hadsereg szárazföldi egységeivel betört Libanon területére. Az invázió nyomán Dél-Libanonban véres harcok kezdődtek a Hezbollah harcosai és az izraeli katonaság közt. Az inváziót kísérő légicsapásokban Izrael ismét elpusztította a Hezbollah egyik fontos politikai bázisának számító előváros jelentős részét.
A településről kapta közkeletű nem hivatalos nevét Izrael hadseregének nem hivatalos, ám a gyakorlatban 1948-as megalapítása óta alkalmazott katonai doktrínája, a Dáhija-doktrína.